# Berlin-Hansaviertel
Pour un article plus général, voir Subdivision administrative de Berlin.
 (novembre 2024).
Si vous disposez d'ouvrages ou d'articles de référence ou si vous connaissez des sites web de qualité traitant du thème abordé ici, merci de compléter l'article en donnant les références utiles à sa vérifiabilité et en les liant à la section « Notes et références ».
Berlin-Hansaviertel [ˈhanzaˈfɪʁtl̩] est le nom d'un quartier du centre-ouest de Berlin, capitale d'Allemagne, l'un des six quartiers qui composent l'arrondissement de Mitte. 
C'est le plus petit des 96 quartiers de Berlin en taille, mais l'un des plus densément peuplés.

## Historique
Presque complètement détruit par le bombardement de Berlin pendant la Seconde Guerre mondiale, la partie sud du quartier a été reconstruite en style moderne de 1957 à 1961 comme un projet urbanistique commun pour les plus grands architectes internationaux (Alvar Aalto, Egon Eiermann, Walter Gropius, Oscar Niemeyer, etc.) dans le cadre de l'Exposition internationale d'architecture (Interbau). Cet ensemble immobilier est maintenant protégé comme « monument historique ».
Avant des réformes administratives de 2001, le territoire formait une partie du district de Tiergarten.

## Étymologie
Le nom Berlin-Hansaviertel fait référence à la Ligue hanséatique dont Berlin était membre dans le XIVe et XVe siècles.

## Géographie

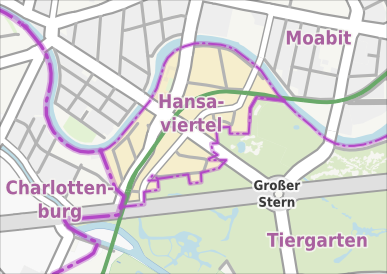
Carte de Hansaviertel et des quartiers limitrophes.

Le quartier résidentiel se trouve à l'ouest du centre-ville, au-delà du parc Großer Tiergarten et des jardins du château de Bellevue. Il confine au quartier de Tiergarten au sud et au quartier de Moabit au nord. À l'ouest, le Hansaviertel est limité à l'arrondissement de Charlottenbourg-Wilmersdorf, près de l'université technique de Berlin. 
Le terrain s'étend jusqu'à la rive de la Spree au nord. La Bundesstraße 2 et 5 (Straße des 17. Juni) passe au sud ; parallèlement, la ligne de chemin de fer Stadtbahn traverse le quartier. 

## Population
Le quartier comptait 5 728 habitants le 1er janvier 2017 selon le registre des déclarations domiciliaires, c'est-à-dire 10 808 hab./km2.

## Notes et références

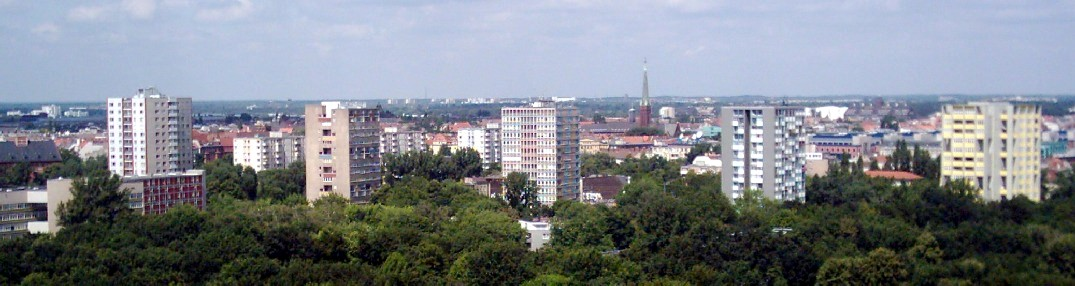
Panorama du Hansaviertel

## Transport

### Gares de S-Bahn
Stadtbahn     :
Bellevue
Tiergarten

### Stations de métro
:
Hansaplatz dessert entre autres l'église recevant des reliques de saint Anschaire de Brême.